# Storie della Vergine e dell'infanzia di Cristo
Le storie della Vergine e dell'infanzia di Cristo sono un ciclo pittorico ad affresco dipinto da Paolo da Caylina il Giovane tra il 1527 e il 1530, all'esterno e all'interno della cappella della Vergine nella chiesa di San Salvatore a Brescia, all'interno del monastero di Santa Giulia.

## Storia
L'intervento di Paolo da Caylina il Giovane nella chiesa di San Salvatore è da collocarsi coevo o di poco successivo agli affreschi nel coro delle monache, a lui affidati in collaborazione con Floriano Ferramola e completati nel 1527. Ultimato il coro, o in contemporanea a quei lavori, il pittore dovette ricevere dalle monache anche la commissione del ciclo decorativo della cappella della Vergine, costruita poco prima, aperta sulla sottostante basilica.
La trattazione incoerente delle Storie e dell'esecuzione generale del progetto rendono comunque difficile una precisa collocazione cronologica, tanto da far dubitare parte della critica che sia mai esistito un progetto unitario e che il ciclo sia stato eseguito in due differenti fasi, separate da un quinquennio. I chiari elementi di connessione tra gli affreschi della cappella e quelli del coro delle monache sembrano non giustificare questa scissione temporale, se non per la Fuga in Egitto all'esterno, ancora legata a modelli foppeschi. Molto probabilmente, quindi, l'esecuzione del ciclo è da collocare in modo unitario dal 1527 in poi, conclusi i lavori nel coro, e in contiguità con la stesura delle Storie di sant'Obizio da parte del Romanino nella cappella di fronte.
L'intervento riguardò l'interno della cappella, la parete esterna meridionale e la nuova controfacciata della chiesa, mutata dopo la costruzione del coro delle monache a ridosso della facciata originale. In quest'ultima parte, però, sono rintracciabili interventi anche di mani differenti da quella del Caylina.

## Descrizione
Il ciclo è suddiviso tra i due ambienti della cappella e si articola principalmente su due registri che, in estensione, ricoprono circa i due terzi dell'altezza delle pareti. L'ultimo terzo è costituito da un alto zoccolo di base, trattato a motivi geometrici romboidali parzialmente arabescati. In realtà, il ciclo ricopre qualunque altro spazio disponibile, tra cui i pilastrini laterali, i sottarchi, le cornici e gli spazi di risulta attorno agli archi.